# BMW xDrive

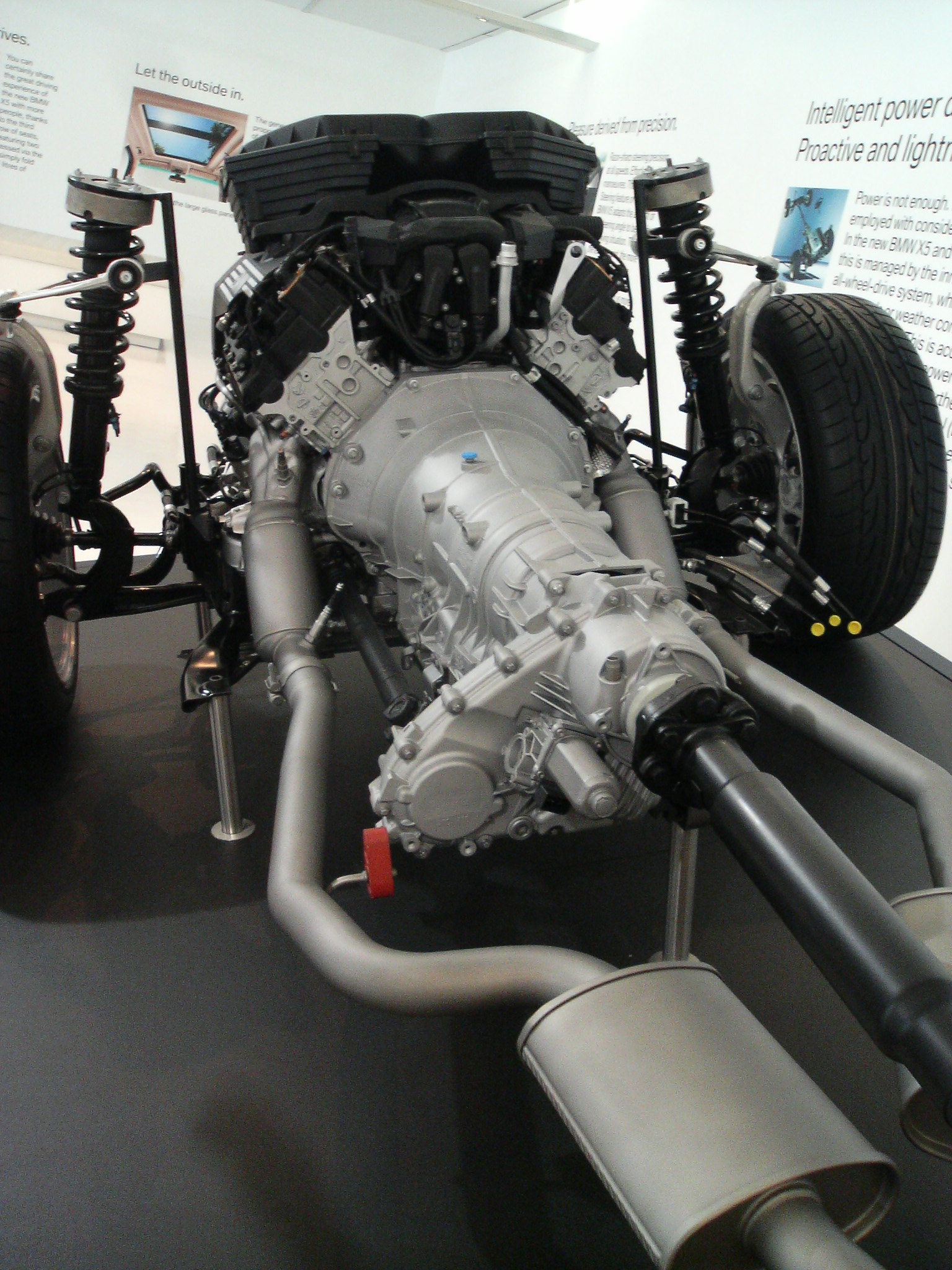
xDrive

BMW xDrive – układ, który napędza wszystkie cztery koła opcjonalnie  w samochodach BMW serii 3 od typoszeregu E90 i serii 5 (od 2003 r. - BMW E60), seryjnie zaś w X3, X5 oraz X6.
Choć oficjalna nazwa xDrive istnieje od końca lat dziewięćdziesiątych, to jednak napęd na cztery koła pojawił się już w 1985 r. i był dostępny dla BMW E30 w połączeniu z 2,5-litrowym, 170-konnym silnikiem benzynowym w obu wersjach nadwozia. Do 1991 r. wyprodukowano 29 589 sedanów i (od 1988 r.) 5 273 kombi z takim układem napędowym. Następca, czyli BMW E36, nie był jednak dostępny z napędem 4x4. 
Centralnym elementem układu xDrive jest elektronicznie sterowane sprzęgło wielopłytkowe. Przy dobrej przyczepności pojazdu 60 procent siły napędowej trafia do osi tylnej, a 40 procent do przedniej. Dzięki połączeniu z DSC (odpowiednik ESP) system zapobiega ewentualnemu poślizgowi i reaguje w czasie krótszym niż 100 milisekund.